# Retrato de Bulhão Pato
Retrato de Bulhão Pato é um óleo sobre madeira da autoria do pintor português Columbano Bordalo Pinheiro. Pintado em 1883 e mede 30,5 cm de altura e 23 cm de largura.
A pintura encontra-se no Museu do Chiado de Lisboa.